# Ángel Sánchez
Ángel Sánchez (født 3. marts 1957) er en tidligere argentinsk fodbolddommer. Hans største internationale deltagelse var VM 2002 i Syd-korea og Japan hvor han dømte to kampe. Han dømte året før tre kampe i Copa América hvor han gab otte røde kort to i den første, to i den anden og fire i den tredje.

## Karriere

### VM 2002
| Dato          | Land      | Land      | Resultat | Gule kort | Røde kort | Runde      |
| ------------- | --------- | --------- | -------- | --------- | --------- | ---------- |
| 8. juni 2002  | Sydafrika | Slovenien | 1–0      | 6         | 0         | Gruppespil |
| 14. juni 2002 | Portugal  | Sydkorea  | 0–1      | 5         | 2         | Gruppespil |

## Copa América
| Dato          | Hold      | Hold     | Resultat | Gule kort | Røde kort | Runde      |
| ------------- | --------- | -------- | -------- | --------- | --------- | ---------- |
| 13. juli 2001 | Peru      | Paraguay | 3–3      | 5         | 2         | Gruppespil |
| 19. juli 2001 | Brasilien | Paraguay | 3–1      | 5         | 2         | Gruppespil |
| 26. juli 2001 | Mexico    | Uruguay  | 2–1      | 7         | 4         | Semifinale |